# Billerbeck (cég)
A Billerbeck márkanév Heinrich Billerbeck nevéhez fűződik, aki 1921-ben indította el Németországban családi vállalkozását. A közel 100 éves családi tradíciókkal rendelkező cég azóta egy nemzetközileg elismert cégcsoporttá nőtte ki magát. Fő tevékenysége az alváskultúrával kapcsolatos termékek (párnák, paplanok, matracok, ágyak, ágyrácsok, plédek, ágyneműhuzatok, lepedők) gyártásából, beszerzéséből, illetve ezen termékek forgalmazásából áll.

## Gyártás
A magyarországi szegmens jelenleg két telephelyből áll:
- Budapest
  - Budapesten található a kereskedelmi- és pénzügyi terület, valamint a matracüzem
- Szeghalom
  - A szeghalmi telephelyen található a tollfeldolgozó üzem és a textiltermékek (pelyhes, természetes-, és poliészter szálas töltetű ágyneműk) gyártása is ott folyik.

## Alapanyagok
- Pehely és Toll
- Gyapjú
- Teve
- Pamut
- Bambusz
- Selyem-vadselyem
- Kókusz
- Funkcionális szálak